# کلیر (مجله)
کلیر (انگلیسی: Clear) یک مجله آمریکایی با موضوع مد و پوشاک و طراحی است.